# Nissanka Malla
Nissanka Malla, aussi connu sous le nom de Kirti Nissanka ou Kalinga Lokesvara, est un roi du royaume de Polonnaruwa, dans l'actuel Sri Lanka de 1187 à 1196

## Origine
Nissanka Malla est né à Sinhapura dans le Kalinga vers 1157/1158 il est le gendre ou le neveu par sa mère de Parakramabahu I

## Règne
Il est connu pour ses constructions architecturales telles que la Nissanka Lata Mandapaya, le Hatadage et le Rankot Vihara, ainsi que pour la rénovation de vieux temples et de réservoirs d'irrigation.
Nissanka Malla a déclaré que seul un bouddhiste avait le droit de gouverner le pays, ce qui assurait sa position et justifiait sa revendication de la royauté. Il a dépensé des sommes importantes pour diverses constructions et rénovations, et a également donné de l'argent au public dans une tentative de réprimer les crimes. Il a entretenu des relations cordiales avec plusieurs pays, et a également envahi les États des dynasties Pandya et de Chola en Inde du Sud.

### Source historique
- Mahavamsa, récits en pali de l'histoire du Sri Lanka.
- Culavamsa, récits en pali de l'histoire du Sri Lanka du IVe siècle à la chute du royaume de Kandy en 1815.